# Riachuelo (S22)
Pour les articles homonymes, voir Riachuelo (sous-marin).
Le Riachuelo (S-22) est un sous-marin d'attaque conventionnel de classe Oberon mis en service en 1977 dans la marine brésilienne. C'est le septième navire de la marine brésilienne à porter ce nom, en l'honneur de la bataille navale de Riachuelo (1865).

## Historique

### Construction
Deuxième d'une série de trois sous-marins, il a été construit par le chantier naval Vickers-Armstrongs à Barrow-in-Furness, (Lancashire en Angleterre), en 1973. Sa quille a été posée le 26 avril 1973 et sa mise à l'eau le 6 septembre 1975. Après avoir effectué les essais en mer, il a été incorporé dans la marine brésilienne le 12 mars 1977
Le Riachuelo a été le deuxième sous-marin (le premier de sa catégorie) à recevoir des batteries de grande capacité fabriquées dans le pays par Saturnia, avec la technologie allemande, installées pendant la période de réparation normale du navire, en 1984.

### Navire musée
Après deux décennies d'opérations, il a quitté le service actif le 12 novembre 1997, après avoir parcouru plus de 335 000 km, en 1 283 jours en mer et 17 699 heures d'immersion.
Actuellement reclassé comme musée sous-marin, il est ouvert aux visiteurs à l'Espace Culturel de la Marine, dans le centre historique de la ville de Rio de Janeiro.

## Galerie

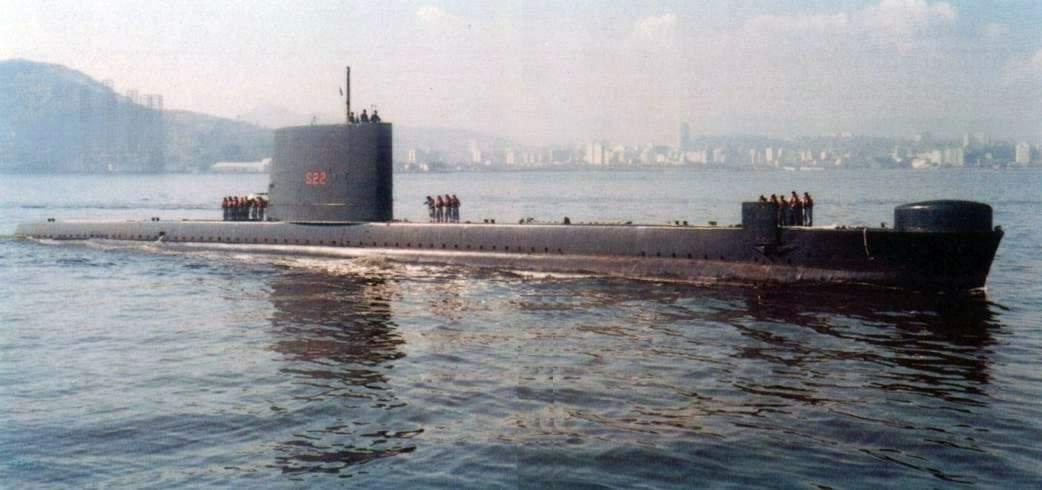
S Riachuelo en mer
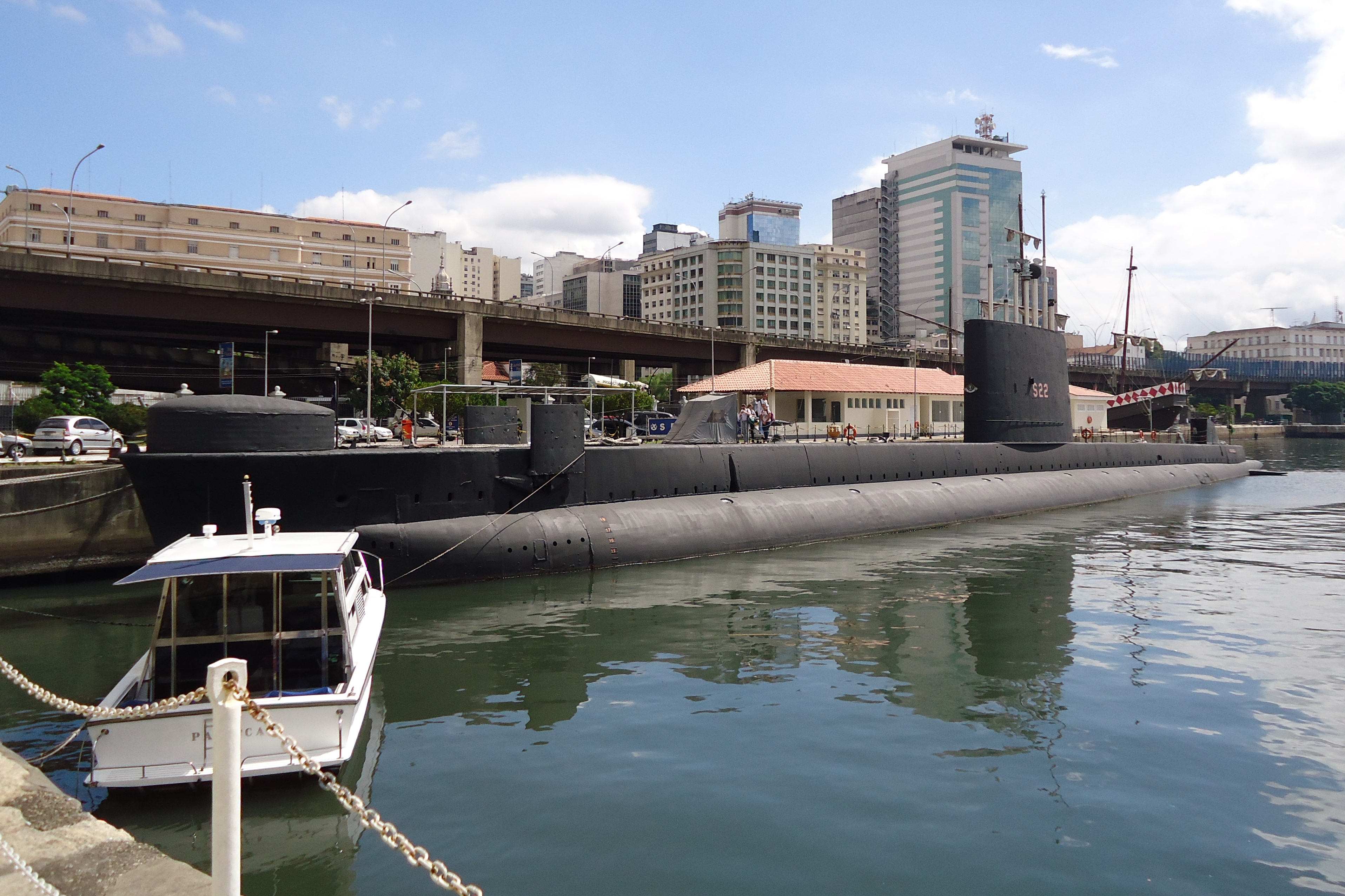
Riachuelo à quai
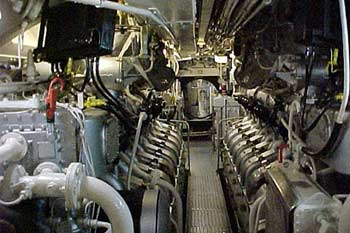
Salle des machines